# 32594 Nathandeng
32594 Nathandeng este o planetă minoră (asteroid) din centura de asteroizi. A fost descoperită pe 24 august 2001 la Experimental Test Site⁠(d) de Lincoln Near-Earth Asteroid Research. 
Obiectul prezintă o orbită caracterizată de o semiaxă mare de 2,5952561 UAi, o excentricitate de 0,01, o înclinație de 2,65632 ° în raport cu ecliptica.